# 帕勒塔

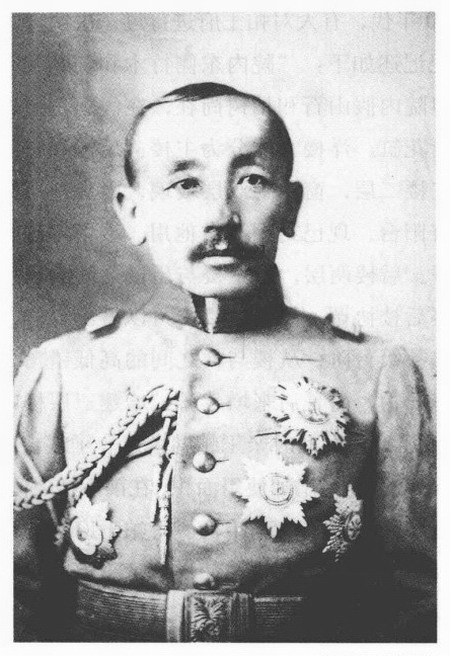
帕勒塔

帕勒塔（1882年—1920年4月:10），又译帕拉圖、巴埒塔（名字来源于满语“钻石”），新疆庫爾喀喇烏蘇（今乌苏市四棵树镇）蒙古族，清末蒙古王公，东路旧土尔扈特右旗扎萨克毕锡哷勒图郡王，人稱帕王:10。民初為北洋政府軍事將領。

## 生平
帕勒塔是第六代东路旧土尔扈特右旗毕锡埒勒图郡王巴雅尔之子。光绪二十四年（1898年），他16岁时因其父巴雅尔称病告休而承袭郡王爵。光绪二十九年（1903年），帕王因轮值“年班”前往京城，到北京就学。
光绪卅一年（1905年）四月，他留学日本:12，就读于日本陆军士官学校。1907年12月，他和侧福晋提玲仲乃的长女尼尔吉德玛在日本东京府丰多摩郡出生。1909年3月回国:12。之后很快受到清政府的器重，就任“陆军贵胄学堂蒙旗监学”。宣統三年十二月四日（1912年1月22日），清廷令帕勒塔署理阿爾泰辦事大臣，但未到任。
辛亥革命之际，帕王参与了那彦图、贡桑诺尔布等人主导的“蒙古王公联合会”组织的活动，一开始他积极反对清帝退位，后来又因为大势所趋，转而拥戴共和，北洋政府将他由郡王晋封亲王。民国元年（1912年）5月，帕勒塔出任民國政府改設的阿尔泰办事长官，并督办西北边防。科布多之战後负责防御外蒙古军队进犯阿尔泰区域，民国元年（1912年）10月中华民国临时大总统袁世凯下令，由帕勒塔负责指挥军队收复科布多。民国二年（1913年）1月，大总统袁世凯称赞帕勒塔“首赞共和，勋勤同著”、“统率军队，力转边局”，授帕勒塔陆军上将军衔，并授二等嘉禾章。
由于长期在京当差，帕勒塔在新疆乌苏本部的职务由其父告休郡王巴雅尔代理。民国二年（1913年），父亲巴雅尔重病，当年逝世。父亲巴雅尔的遗妾、庶母杨金福晋接管盟长印务:11。民国三年（1914年），帕勒塔因患哮喘而辞职，到北京治病。民国四年（1915年）袁世凯称帝，帕勒塔代表东路旧土尔扈特表示拥护。
民国九年（1920年），帕勒塔在北京病逝。

## 家族
- 父亲：巴雅尔郡王[1]:14。
- 生母不详[1]:14。
- 庶母：杨金福晋。曾主持王府事务，因掌“管理乌苏四苏木兼充护理印信”，称“旧土尔扈特右旗署理札萨克盟长”。1941年逝世[1]:14。或称「央金玛」，一些資料误以为她是帕勒塔的妻子，出生年份标注为1881年，逝世年份标注为1940年[1]:11。
- 弟：铁木耳金。生年不詳，卒於1912年[5]。
- 亲王嫡福晋（嫡妻）：鄂尔勒玛（Orloma），土尔扈特蒙古人。1917年时，鄂尔勒玛代理旧土尔扈特右旗札萨克盟长印务，何时逝世无法确定。除所生敏珠策旺多尔济亲王外，之前至少还有一个夭折的孩子，或说男孩，或说女孩[1]:12。
- 亲王侧福晋（妾室）：提玲仲乃（简称“仲乃”，Junnia），漢名帕仲霓。出身于阿爾泰區域蒙古族总管之家。1889年前后出生。与帕王生有两子三女，夭折一子一女。1950年代后，与其子策绍真和孙女一家居住于北京干面胡同。1973年在北京逝世[1]:13—14。
- 长子：敏珠策旺多尔济[5]，汉名敏孟经，也稱「敏亲王」，生母嫡福晋鄂尔勒玛，生于1903年，卒于1975年[1]:14。曾任国民政府蒙藏委员会委员，1952年後经西藏和印度到台灣。
- 长女：尼尔吉德玛（法语：Nirgidma de Torhout）[5]，生母侧福晋提玲仲乃。生于1907年12月，卒于1983年[1]:14。曾在欧洲多国游历，1949年後随其法国外交官丈夫移居法国。
- 次女：色尔卓[5]，或塞尔卓，生母侧福晋提玲仲乃，生于1913年，卒于1930年10月17日[1]:13—14。
- 次子：策丹多尔济[5]，汉名策绍真，生母侧福晋提玲仲乃，生于1914年，卒于1995年[1]:14。早年留学德国，1949年後留在中国大陆，先后在外交学院、北京外国语学院从事德语教学工作，文革期间被批斗。
- 帕王过世後其妻与他人所生：策丹多尔罗克，汉名策绍明，生母提玲仲乃，父不详，生于1925年，卒于1984年[1]:14。